# Torque Anguel

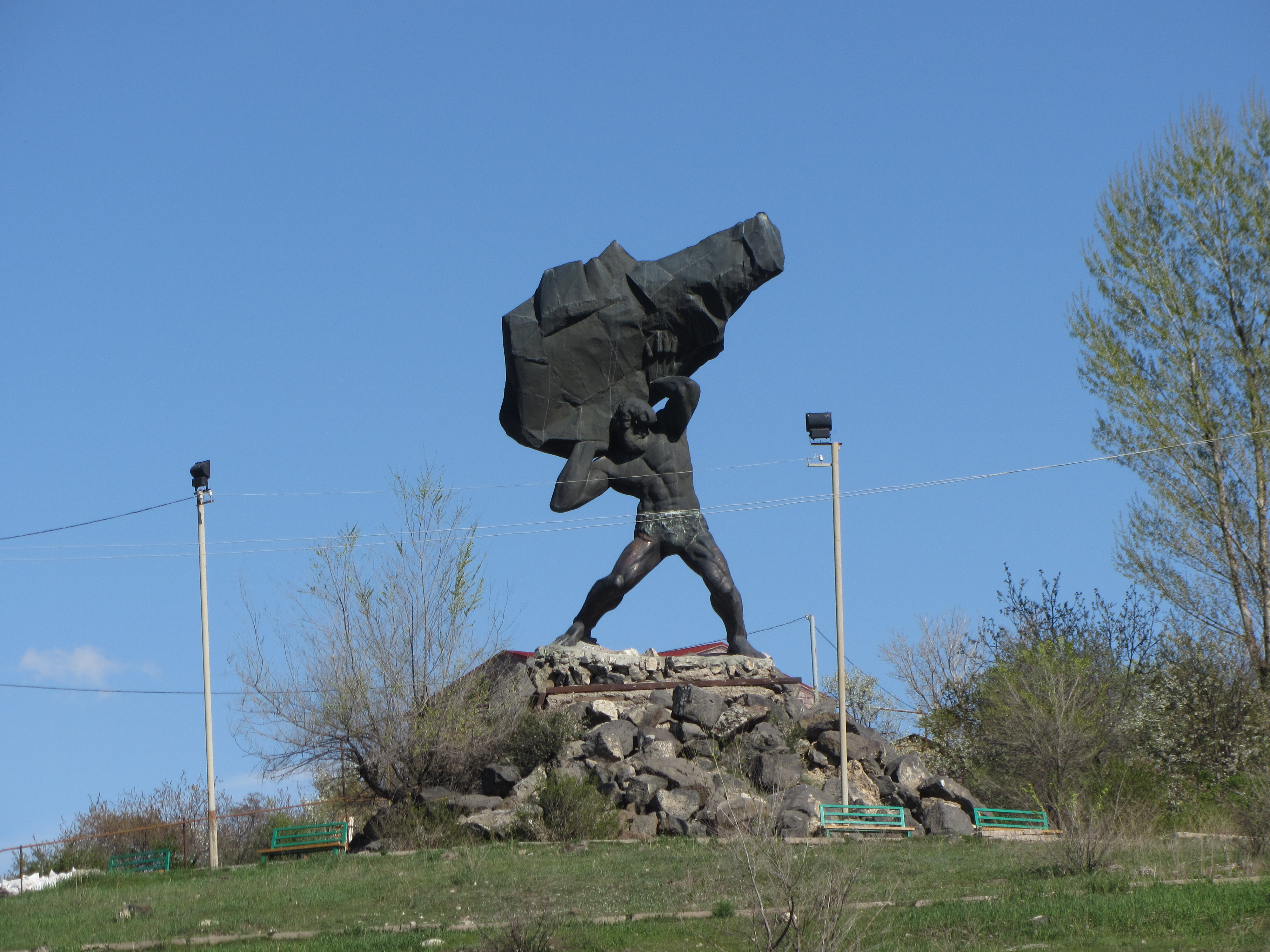
Monumento a Torque Anguel (1982) em Erevã, Armênia, do escultor Karlen Nurijanyan

Torque Anguel (em armênio: Տորք Անգեղ; romaniz.: Tork’ Angeł) é uma divindade do submundo da mitologia armênia. Pensa-se que possa ter se originado de uma mescla do deus da tempestade hitito-luvita Tarcuna e do deus de Haiassa, cujo nome é conhecido apenas pelos ideogramas dU-GUR, mas que se sabe ter sido relacionado ao Nergal da Mesopotâmia. Ao contrário de outros deuses mais populares, teve relevância menor dentro do panteão, e seu culto foi costumeiramente obscurecido pelo dos deuses Vaagênio e Sandarmete.
Um dos centros de culto conhecidos de Torque estava em Carcatiocerta, a capital do Reino de Sofena, que mais tarde foi referida como Angle em referência ao deus. Antes do planalto Armênio converter-se ao cristianismo, todos os ramos da dinastia orôntida que reinaram em Sofena e Armênia, inclusive os subsequentes Bagratúnios e Arzerúnios, alegaram descender de Torque.